# Schermaschine (Werkzeugmaschine)
Eine Schermaschine ist eine Maschine zum kalten, spanlosen Schneiden von Flach-, Rund-, Vierkant- und Winkelprofilen aus Baustahl und Nichteisen-Metallen.
Die Schermaschine wird hauptsächlich im Stahlbau eingesetzt. Sie besteht aus dem Maschinenrahmen mit einer senkrecht stehenden Platte, gegen die eine weitere Platte verschiebbar angebracht ist. In beiden Platten befinden sich mehrere Durchbrüche in Form der zu schneidenden Profile. Die Durchbrüche sind zusätzlich mit Schneidenplatten aus Werkzeugstahl versehen. Vielfach sind diese Geräte zusätzlich mit Stanzeinrichtungen zum Lochen der Profile und/oder der Funktion einer Durchlaufblechschere versehen. Auch können sie mit Funktionen zum Ausklinken ausgestattet sein. Der Antrieb erfolgt als Exzenterpresse entweder über Elektromotoren oder hydraulisch.
Handbetätigte Hebelblechscheren haben auch oft die Funktion einer Schermaschine, jedoch nur für Winkelprofile bis ca. 50 mm Schenkellänge und max. 3 mm Wanddicke, sowie für Rund-, Vierkant- und Betonstahl-Profildrähte bis ca. 12 mm (1/2") Durchmesser.